# Henry Chesterton
Joseph Henry Chesterton (c. 1840 – 26 de enero de 1883) fue un recolector de plantas que fue enviado por James Veitch & Sons para buscar orquídeas en América del Sur con mucho éxito.

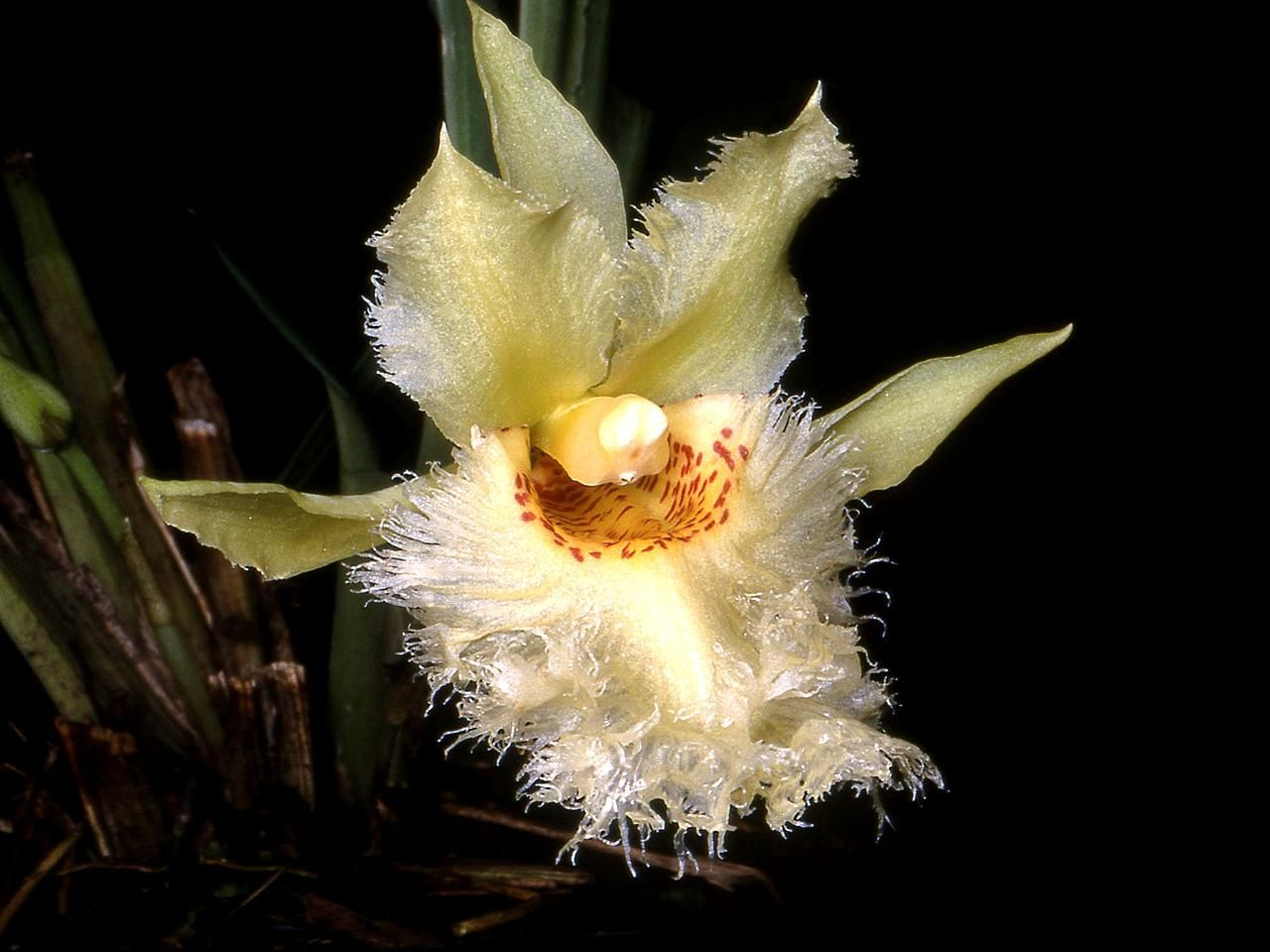
Chondroscaphe chestertonii flor

## James Veitch & Sons
Poco se sabe de los primeros años de Chesterton hasta principios de 1870, cuando, como un ayuda de cámara de un caballero que viajaba por América del Sur, escribió a Harry Veitch desde Chile indicando que pasión por las orquídeas y había reunido una importante colección pero necesitaba consejos sobre cómo empacaras para traerlas de vuelta a Inglaterra. Veitch contestó de inmediato e hizo arreglos para Chesterton para que contactara con uno de sus agentes de transporte en América del Sur que le mostraría los métodos apropiados de embalaje de las plantas con el fin de que pudieran ser transportadas de forma segura a miles de kilómetros por mar, a través de diversos climas y enormes diferencias de temperaturas.
Nada más se supo de Chesterton por algún tiempo, hasta que, se presentó, sin previo aviso. en la sede de Veitch Viveros en Chelsea, Londres. Harry Veitch y John Heal, el principal viverista, corrieron a su encuentro y se presentó con una colección de orquídeas, "tan cuidadosamente embaladas y bien cuidados, que llegaron en las mejores condiciones posibles" . Veitch inmediatamente compró todas las plantas de Chesterton y le ofreció empleo como viajero con el fin de obtener más nuevos hallazgos a la altura de la manía que había por las orquídea. Después de un período dedicado al estudio y el trabajo en los invernaderos de orquídeas de Veitch, partió de vuelta a América del Sur.
Chesterton le dio instrucciones específicas para localizar y traer de vuelta a Inglaterra ", la tan mentada y la tan deseada Miltoniopsis vexillaria que varios coleccionistas, entre ellos David Bowman, habían localizado con anterioridad, pero no habían podido enviar muestras vivas de vuelta a Inglaterra, con muestras que a menudo llegaban a Chelsea "muertas o en un estado moribundo". Chesterton finalmente encuentra la planta en el norte de la Cordillera Occidental de Colombia. De acuerdo con el relato de Hortus Veitchii:
"Siempre con la información más escasa, pero en cuanto al hábitat nativo, siempre mantuvo el secreto y misterio, Chesterton comenzó, y no sólo tuvo éxito en el descubrimiento de la planta, sino que la introdujo de forma segura a Chelsea, donde floreció por primera vez en 1873."
Chesterton siguió recolectando para Veitch en los siguientes ocho años, y envió a muchos nuevos hallazgos de vuelta a Inglaterra, incluyendo algunas de las mejores formas de Odontoglossum crispum,, una de los cuales fue nombrado "chestertonii" por Reichenbach por su descubridor: algunos finos Masdevallias También fueron enviados a casa, incluyendo el hermoso Masdevallia coccinea Harryana, que Chesterton encuentra creciendo en abundancia en la alta Sierra Nevada del Cocuy en los Alpes colombianos Andes.

## Carrera posterior, fallecimiento y epitafio

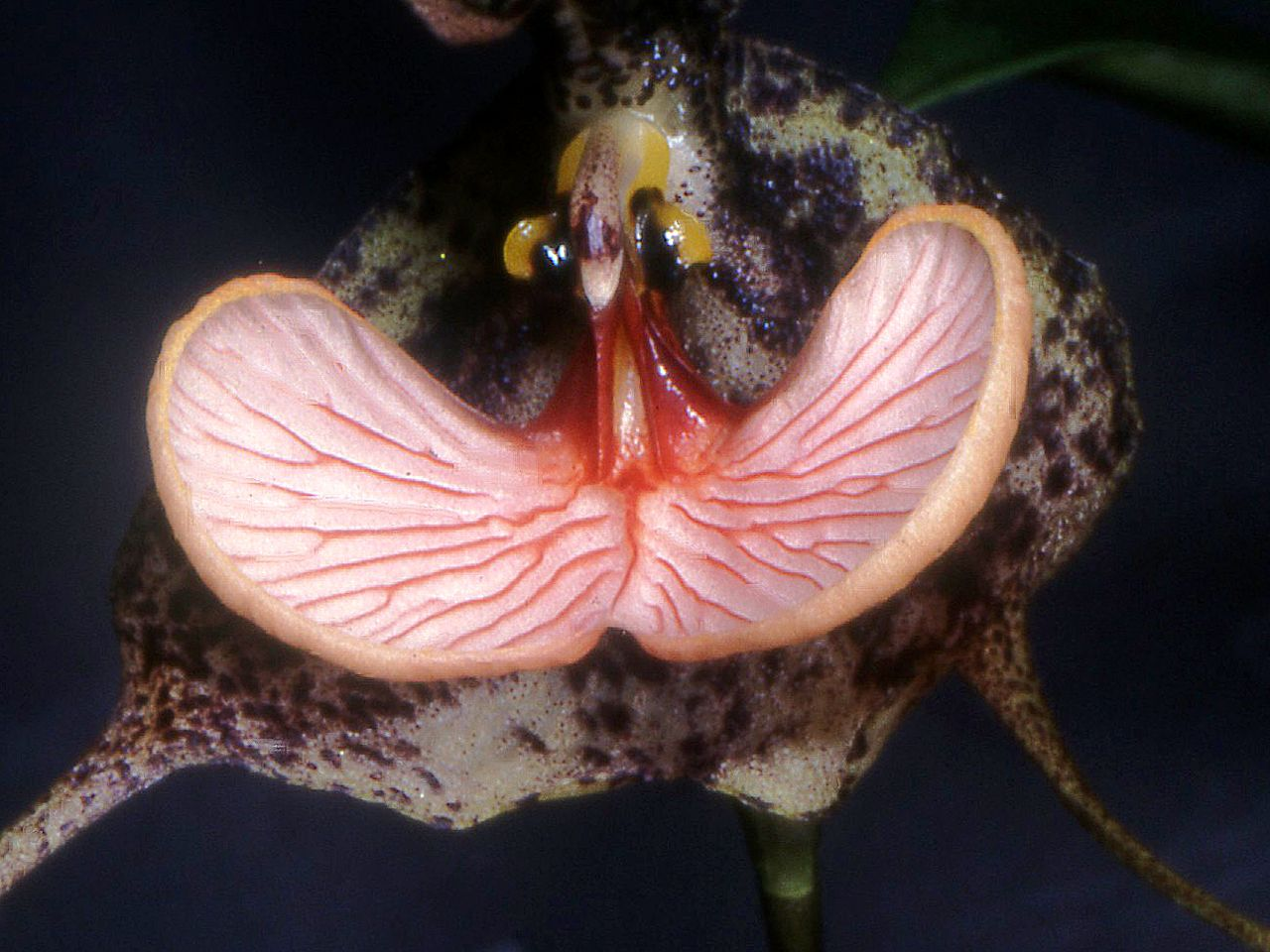
Dracula chestertonii

Chesterton finalizó su empleo con Veitch en 1878, y se unió al principal rival de Veitch Henry Sander, que lo envió de nuevo a buscar la "orquídea perdida", Cattleya labiata var. Vera. En 1879 se encuentra Paphinia rugosa var. sanderiana, a la que da el nombre de su empleador actual En su viaje final, descubrió una especie de "Drácula orquídea", Dracula chestertonii, que fue después nombrada en su honor.
Murió en Puerto Berrío, en el colombiano departamento de Antioquia el 26 de enero de 1883. Su obituario en la Lista de envíos de 30 de enero de 1883 declaró:
"Mr. J. H. Chesterton, el botánico, murió a Puerto Berrío en el 26. Había estado muy enfermo, pero abandonó el hotel "San Nicolás", pensando que había mejorado lo suficiente como para ser capaz de hacer su viaje por el río. Triste error! Él siguió desmejorando, y apenas puso pié en la orilla en Puerto Berrío, murió. El espíritu temerario deChesterton lo hizo muy eficiente como un recolector de plantas".
La manía por las orquídeas estaba en su apogeo y después de Chesterton, los coleccionistas de orquídeas se hicieron menos exigentes y tendían a destruir el hábitat natural para prevenir que coleccionistas rivales encontraran algo parecido. La región en la que había redescubierto Chesterton la Miltoniopsis vexillaria más tarde se dijo que había sido destruida como si hubiera ocurrido un incendio forestal. En 1887, el viajero y colector de orquídeas inglés, Albert Millican, encontró la tumba de Chesterton en Puerto Berrio, que él describe en sus memorias como una
"Tosca cruz de madera en el borde del bosque, en la orilla superior del río, que marca el último lugar de descanso de Chesterton, el coleccionista de orquídeas muy conocido, que hizo un buen servicio para la firma de James Veitch and Sons, mucho antes del saqueo al por mayor y exterminio de las plantas provocada por los coleccionistas modernos".

## Honores

### Eponimia
Entre las especies y variedades de plantas que lleva el nombre de Chesterton se encuentran::
- Odontoglossum crispum var. Chestertonii
- Dracula chestertonii[12]
- Chondroscaphe chestertonii
- La abreviatura «Chesterton» se emplea para indicar a Henry Chesterton como autoridad en la descripción y clasificación científica de los vegetales.[13]